# Pluherlin
Pluherlin település Franciaországban, Morbihan megyében. Lakosainak száma 1515 fő (2022. január 1.). Pluherlin Pleucadeuc, Saint-Congard, Saint-Gravé, Malansac, Rochefort-en-Terre, Questembert és Molac községekkel határos.

## Népesség
A település népességének változása:
| Lakosok száma | 1225 | 1172 | 1197 | 1224 | 1440 | 1510 | 1528 | 1532 | 1520 | 1515 |
|               | 1968 | 1982 | 1990 | 2006 | 2013 | 2015 | 2017 | 2019 | 2020 | 2022 |